# Эш-Шухада
Эш-Шухада (араб. الشهداء‎) — город на севере Египта, расположенный на территории мухафазы Минуфия.

## Географическое положение
Город находится на северо-западе мухафазы, в южной части дельты Нила, на расстоянии приблизительно 9 километров к западу-северо-западу (WNW) от Шибин-эль-Кома, административного центра провинции. Абсолютная высота — 7 метров над уровнем моря.

## Демография
По данным переписи 2006 года численность населения Эш-Шухады составляла 49 447 человек.
Динамика численности населения города по годам:
| 1996   | 2006   |
| ------ | ------ |
| 41 057 | 49 447 |

## Транспорт
Ближайший крупный гражданский аэропорт — Международный аэропорт Каира.